# Pabianicki
Pabianicki là một huyện thuộc tỉnh Łódzkie của Ba Lan. Huyện có diện tích 492 km². Đến ngày 1 tháng 1 năm 2011, dân số của huyện là 119012 người và mật độ 242 người/km².